# 7806 Умасслоуелл
7806 Умасслоуелл (7806 Umasslowell) — астероїд головного поясу, відкритий 26 жовтня 1971 року чехословацьким астрономом Любошем Когоутеком. Названий на честь Університету Массачусетс Ловелл.
Тіссеранів параметр щодо Юпітера — 3,484.